# Яшин Микола Іванович
Мико́ла Іва́нович Я́шин (23 лютого 1922 — 28 червня 1944) — радянський військовик, учасник Другої світової війни. Герой Радянського Союзу (1945, посмертно).

## Біографія
Народився 23 лютого 1922 року в селі Малий Став, нині на території Новомиколаївської сільської ради Новобузький район Миколаївської області (за іншими даними народився у селі Нижня Гнилуша Малоархангельського району Орловської області) в селянській родині. Росіянин. Член ВКП(б) з 1943 року.
До лав РСЧА призваний Новобузьким РВК у 1941 році. Учасник німецько-радянської війни з вересня 1942 року. Воював на Калінінському, Брянському, Центральному, Білоруському та 2-у Білоруському фронтах.
Особливо командир взводу кінної розвідки 830-го стрілецького полку 238-ї стрілецької Карачевської дивізії старший лейтенант Яшин Микола Іванович відзначився під час боїв поблизу білоруського міста Могильов. 27 червня 1944 року він з групою розвідників одним з перших форсував річку Дніпро у районі села Луполове (нині у межах міста Могильов), виявив розташування і вогневі засоби супротивника.
28 червня 1944 року, керуючи розвідкою боєм у самому місті, загинув. Похований на Грузовському цвинтарі у Ленінському районі міста Могильов.

## Нагороди
Указом Президії Верховної ради СРСР від 24 березня 1945 року за зразкове виконання бойових завдань командування на фронті боротьби з німецько-фашистськими загарбниками та виявлені при цьому особисті мужність і героїзм, старший лейтенант Яшин Микола Іванович удостоєний (посмертно) звання Героя Радянського Союзу з врученням ордена Леніна і медалі «Золота Зірка».
Також нагороджений орденами Червоного Прапора (04.06.1944), Червоної Зірки (18.11.1943) та медаллю «За відвагу» (22.08.1943).